# Neobolusia virginea
Dracomonticola virginea là một loài thực vật có hoa trong họ Lan. Loài này được (Bolus) Schltr. mô tả khoa học đầu tiên năm 1915.